# Hatvan
Hatvan is een plaats (város) en gemeente in het Hongaarse comitaat Heves. Hatvan telt 20.366  inwoners (2015) en is de hoofdplaats van het gelijknamige district. 
Hatvan ligt aan de Zagyva en is een spoorwegknooppunt en een centrum van de voedingsmiddelenindustrie. In Hatvan worden sinds 1934 tomatenconserven geproduceerd (Aranyfácán). Van 1893 tot 2003 bevond zich hier ook een belangrijke suikerfabriek. De plaats is gegroeid van klein marktstadje tot het derde centrum in het comitaat Heves en vervult een rol als dienstencentrum. Door de ligging in aan de autosnelweg M3 is de afgelopen decennia een groot bedrijvengebied tot ontwikkeling gekomen. In de jaren 2000 werd in de stad een grote fabriek van Bosch geopend.

## Stadsbeeld
Het prominentste monument in de stad is het 18de-eeuwse Grassalkovich-kasteel dat gelegen is midden in het centrum. In het kasteel is het Hongaars Jachtmuseum van het Karpatenbekken gevestigd. Verder is ook het stadhuis interessant om te zien. Andere bezienswaardige gebouwen zijn de rechtbank, de Rooms Katholieke kerk en het oude postkantoor.

## Naam
De naam van de stad betekent in het Hongaars 'zestig', omdat -zoals de legende zegt- de plaats op zestig kilometer van de oude Hongaarse hoofdstad Pest (nu Boedapest) was gelegen. Er zijn echter bronnen die aangeven dat de naam veel ouder zou kunnen zijn en geen enkele relatie heeft met het woord 'zestig'. Het zou gaan om 'chatwan/chatman' een naam die stamt uit de taal van de Petsjenegen, een Turkse stam die eens in het gebied woonde.

## Partnersteden
Hatvan onderhoudt sinds 1992 een stedenband met het Nederlandse Maassluis. Daarnaast is het verbonden met Kokkola (Finland), Tavarnelle Val di Pesa (Italië), Berehove (Oekraïne), Alpullu (Turkije), Jarocin (Polen) en Târgu Secuiesc (Roemenië).
Stad met comitaatsrecht (megyei jogú város): Eger

Steden (város): Bélapátfalva · Füzesabony · Gyöngyös · Gyöngyöspata · Hatvan · Heves · Kisköre · Lőrinci · Pétervására · Verpelét

Vlekken (nagyközség): Kál  · Parád  · Recsk

Overige gemeenten (község): Abasár · Adács · Aldebrő · Andornaktálya · Apc · Átány · Atkár · Balaton · Bátor · Bekölce · Besenyőtelek · Boconád · Bodony · Boldog · Bükkszék · Bükkszenterzsébet · Bükkszentmárton · Csány · Demjén · Detk · Domoszló · Dormánd · Ecséd · Egerbakta · Egerbocs · Egercsehi · Egerfarmos · Egerszalók · Egerszólát · Erdőkövesd · Erdőtelek · Erk · Fedémes · Feldebrő · Felsőtárkány · Gyöngyöshalász · Gyöngyösoroszi · Gyöngyössolymos · Gyöngyöstarján · Halmajugra · Heréd · Hevesaranyos · Hevesvezekény · Hort · Istenmezeje · Ivád · Kápolna · Karácsond · Kerecsend · Kisfüzes · Kisnána · Kömlő · Kompolt · Ludas · Maklár · Markaz · Mátraballa · Mátraderecske · Mátraszentimre · Mezőszemere · Mezőtárkány · Mikófalva · Mónosbél · Nagyfüged · Nagykökényes · Nagyréde · Nagytálya · Nagyút · Nagyvisnyó · Noszvaj · Novaj · Ostoros · Parádsasvár · Pély · Petőfibánya · Poroszló · Rózsaszentmárton · Sarud · Sirok · Szajla · Szarvaskő · Szentdomonkos · Szihalom · Szilvásvárad · Szúcs · Szűcsi · Tarnabod · Tarnalelesz · Tarnaméra · Tarnaörs · Tarnaszentmária · Tarnaszentmiklós · Tarnazsadány · Tenk · Terpes · Tiszanána · Tófalu · Újlőrincfalva · Vámosgyörk · Váraszó · Vécs · Visonta · Visznek · Zagyvaszántó · Zaránk